# Chiesa di San Giacomo di Taniga
La Chiesa di San Giacomo di Taniga è ubicata nell'agro di Sassari, lungo la strada per Sorso, nel sito di Taniga o Tanecle.

## Storia descrizione
Non ci sono notizie documentarie relativi alla chiesa, tuttavia per il tipo di costruzione la fabbrica è ascrivibile al primo quarto del XIV secolo. Realizzato con conci calcarei, l'impianto è costituito da un'aula mononavata con copertura lignea e abside quadrangolare voltata a crociera.